# Crenicara punctulatum
Crenicara punctulatum és una espècie de peix de la família dels cíclids i de l'ordre dels perciformes.

## Morfologia
- Els mascles poden assolir 10 cm de longitud total.[1][2]

## Hàbitat
És una espècie de clima tropical entre 23 °C-27 °C de temperatura.

## Distribució geogràfica
Es troba a Sud-amèrica: conca del riu Amazones a l'Equador, el Perú, Colòmbia i el Brasil; riu Mamoré a Bolívia; riu Madre de Dios al Perú; riu Essequibo a Guaiana; i riu Amapá Grande a Amapá (Brasil).